# Mauritiusuil
De mauritiusuil (Otus sauzieri synoniem: Mascarenotus sauzieri) is een uitgestorven vogel uit de familie uilen (Strigidae). Het was een endemische vogelsoort op het eiland Mauritius waarvan fossielen bekend zijn. Er bestaat een tekening en er zijn waarnemingen van vroeger reizigers. De uil zou rond 1830 nog veel voorkomend zijn geweest, maar er bestaan geen waarnemingen van na 1859. Waarschijnlijk stierf de uil uit door ontbossing en predatie door ingevoerde zoogdieren. Het is bekend geworden door subfossiel botmateriaal, een tekening van Paul Philippe Sanguin de Jossigny en een manuscript van Philibert Commerson uit 1770, evenals een beschrijving door Julien Desjardins uit 1837.

## Kenmerken
De mauritiusuil werd waarschijnlijk 42 centimeter lang. Het was een grote ransuil met ongeveerde poten. De bovendelen waren donkerbruin, met de kop, nek en rugveren met roodachtige franjes. De staart was roodbruin met een lichte roodachtige marmering. De vleugels waren bruin met onregelmatige witte, lichtbeige en bruinachtige banden. De keel en flanken waren witachtig. De rest van de onderkant was donkerbeige met witachtige vlekken.

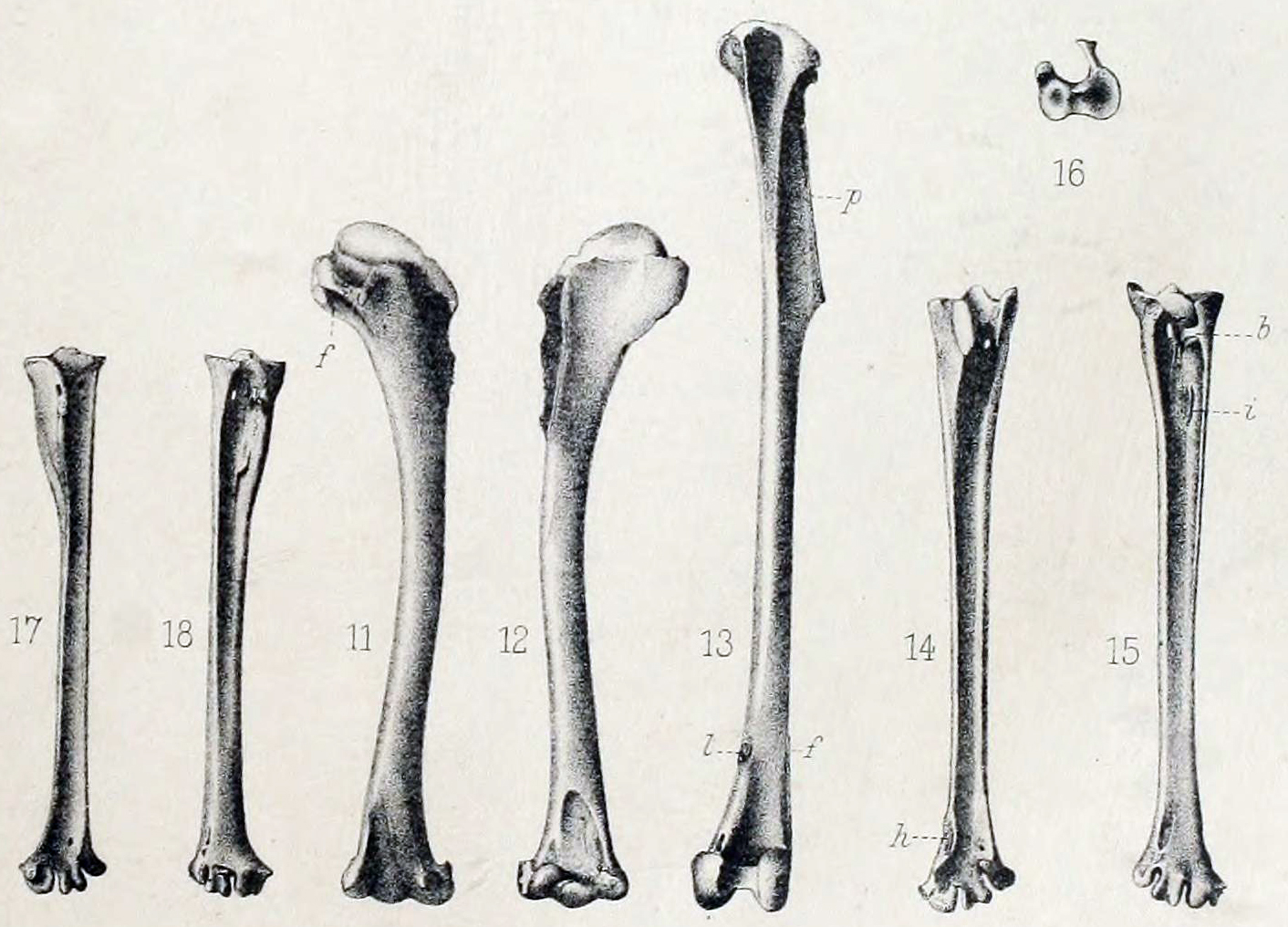
Illustratie van de botjes van de mauritiusuil

## Leefwijze
De Mauritiusuil was het grootste inheemse roofdier op Mauritius. Aan de sterke klauwen te zien, voedde hij zich waarschijnlijk met hagedissen en kleine vogels.

## Systematiek
De Mauritiusuil werd voor het eerst wetenschappelijk beschreven als Strix sauzieri in 1893 door Edward Newton en Hans Friedrich Gadow, op basis van botten die in 1889 werden opgegraven door Théodore Sauzier in de fossiele vindplaats Mare aux Songes op Mauritius. In 1896 beschreef Émile Oustalet de uilensoort Scops commersoni op basis van een tekening van Paul Philippe Sanguin de Jossigny uit 1770. Omdat de uil op de tekening op natuurlijke grootte was afgebeeld, de lengte van de tarsometatarsus van Scops commersoni dezelfde was als de lengte van de tarsometatarsus van Mascarenotus sauzieri en er geen andere uilensoorten op Mauritius voorkwamen, werd in 1994 een synonymisering uitgevoerd, waarbij alle eerder beschreven uilentaxa van Mauritius tot één soort werden samengevoegd. In 1907 noemde Walter Rothschild het taxon Strix newtoni in zijn werk Extinct Birds en beweerde dat er twee soorten uilen moeten hebben bestaan op Mauritius, Strix sauzieri, die hij de grasuil noemde, en Strix newtoni, die hij beschouwde als de kerkuil. In 1953 werden Strix sauzieri en Strix newtoni samengevoegd door Masauji Hachisuka als Tyto sauzieri en Tyto newtoni. In 1971 synonymiseerde Pierce Brodkorb de taxa Tyto sauzieri en Tyto newtoni met elkaar. In 1987 twijfelde de ornitholoog Graham S. Cowles aan de juistheid van de classificatie in het geslacht Tyto en bedacht een nieuw geslacht voor de uilen van de Mascarenen, dat in 1994 werd beschreven als Mascarenotus.

## Uitsterven
De eerste vermelding van uilen op Mauritius was van de Nederlandse admiraal Cornelis Matelief de Jonge in 1606, die opmerkte dat uilen veel voorkwamen op het eiland. De meest gedetailleerde beschrijving was van Julien Desjardins in 1837. Desjardins bevestigde dat het exemplaar dat hij beschreef in oktober 1836 was geschoten in Bamboo Creek, een beboste heuvel. In september 1837 werden nog enkele exemplaren waargenomen in de buurt van La Savane. In hetzelfde jaar werd het laatst bekende exemplaar geschoten door een Dr. Dobson van het 99e Regiment in het bos van Curipipe. Overbejaging in combinatie met habitatverlies door de aanleg van thee- en suikerrietplantages leidde tot de snelle verdwijning van deze uilensoort. In 1859 bevestigde de natuuronderzoeker George Clark het uitsterven van de Mauritiusuil.